# 클럽재

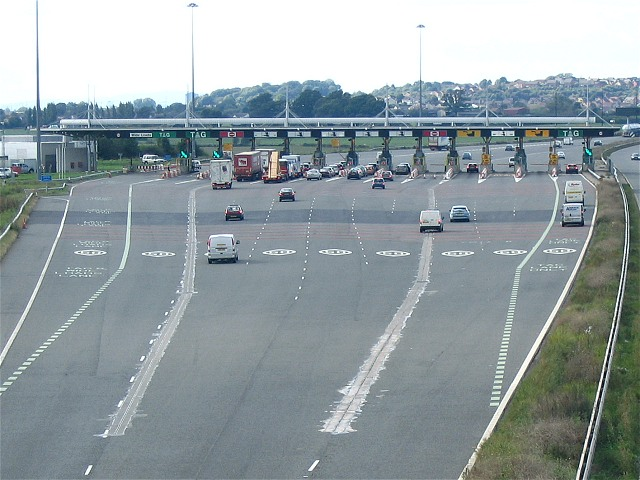
혼잡하지 않은 유료도로는 클럽재의 예이다. 돈을 지불하지 않는 사람을 배제할 수 있지만, 한 사람의 사용이 다른 사람의 사용에 영향을 끼치지 않기에 비경합적이다.

클럽재(클럽財, 영어: Club Good)는 경제학에서 배제성이 있지만 동시에 비경합성의 특징을 가지는 재화이다. 이런 종류의 재화는 높은 배제성을 지니지만 소비에는 경합성이 낮은 편이다. 따라서 클럽재는 한계 비용이 거의 없으며 일반적으로 자연독점 시장을 통해 제공된다. 또한 클럽재는 인공적 희소성을 가지고 있다. 클럽 이론은 이러한 재화를 연구하는 경제 분야이다.

## 다른 재화와의 비교
|          | 배제성                                           | 비배제성                         |
| 경합성   | 사유재 음식, 옷, 장난감, 가구, 자동차            | 공유 자원 물, 생선, 사냥         |
| 비경합성 | 클럽재(자연 독점 재화) 케이블 TV방송, 전력, 수도 | 공공재 국방, 치안, 지상파 TV방송 |

## 클럽재가 있는 곳
클럽 제품의 예로는, 영화관, 케이블 TV, 저작권이 있는 작품의 소비, 사회나 종교 단체가 회원들에게 제공하는 서비스이다. 유럽 연합도 클럽재로 취급받는다. 이는 유럽 연합의 서비스는 비회원국들에게 배제성을 가지고 있지만 몇몇 서비스는 경합성이 없기 때문이다. 이에 재화, 사람, 서비스, 그리고 공통화폐의 사용이 포함된다. 예를 들자면, 솅겐 지역에 회원국들을 추가하면, 기존 유럽연합 회원국들의 국민의 이동이 어려워지지 않는 것이다.
혜택이 특정 사람들한테 제한되는 공공재는 클럽재로 간주될 수 있다. 예를 들자면, 한 가정에서 어른한테는 혜택이 가지 않지만 어린이한테만 혜택이 가는 지출이 있다. 어린이를 위한 클럽재의 존재는 대가족의 형제 자매의 투자 경쟁의 영향을 상쇄할 수 있다. 한 가정에 어린이가 많다면, 일반적으로 어린이당 투자 비율이 떨어지기 마련이지만, 클럽재의 영향은 다를 수 있다.  규모의 경제의 결과로, 클럽재에 대한 투자 비율은 결국 증가할 수 있다. 이 예에서는 대가족이 클럽재를 소비 할 때 상대적인 가격이 감소하기 때문이다. 이는 아동 전용 상품이라 불리며 클럽재로 볼 수 있다.
구체적인 클럽재의 예는 체육관, 골프장, 수영장의 이용권이 있다. 이는 모두 사용 할 때마다 추가 요금이 발생한다. 이의 예로, 수영장을 자주 사용하지 않는 사람이 있을 수 있다. 따라서, 개인 수영장을 구비하는 것 보다 동네 수영장의 회원이 된다. 회비를 부과함으로써 수영장의 모든 회원은 수영장에 대한 비용을 지불한 다음 사용할 수 있기 때문에 공유 자산이 되지만, 회비를 내지 않은 사람을 배제할 수 있기 때문에 배제성을 지닌다. 따라서 이 서비스는 배제적이지만 혼잡하지 않다는 가정 하에 비경합적이다. 기본적인 아이디어는, 개인의 소비와 지출은 적지만, 총지출이 규모의 경제를 가능하게 하며 생산가를 낮춘다는 것이다.

## 같이 보기
- 공공선택론
- 재정
- 공공재
- 미시경제학

## 참고 문헌
- Cornes, Richard 및 Sandler, Todd, [1986] 1996. 외부 성, 공공재 및 클럽 재 이론, 2nd ed. 캠브리지 대학 출판부. 설명 및 장 미리보기 링크.
- Marciano, Alain, 2011. "외부성에 대한 뷰캐넌 : 응용 주관주의 운동", Journal of Economic Behavior & Organization, 80 (2), pp. 280–289. 요약.
- _____. - 시장이 실패하지 않는 이유. 뷰캐넌의 자발적 협력 및 외부 효과 40 페이지
- McNutt, Paddy- 공공 선택의 경제학
- 멘도자, 로저 리, 2012. "건강 및 웰빙 부문의 클럽 상품." 경제 이론의 현재 연구 저널, 44 (2), pp. 18 ~ 28. 요약. 보관됨 2020-05-19 - 웨이백 머신
- Mancur Olson, Richard Zeckhauser (1966) "동맹의 경제 이론". "경제와 통계의 검토", Vol. 48, pp. 266–279.
- Potoski, Matthew 및 Prakash, Aseem- 자발적 프로그램 : 클럽 이론의 관점
- Rowley, Charles Kershaw 및 Schneider, Friedrich- The Encyclopedia of Public Choice, Volume 2 176 페이지
- Sandler, Todd 및 Tschirhart, John- 클럽 이론 : 30년 후[깨진 링크(과거 내용 찾기)]
- Wellisch, Dietmar- 연방 정부의 재정 이론